# IKNOW Politics
 (août 2016).
Si vous disposez d'ouvrages ou d'articles de référence ou si vous connaissez des sites web de qualité traitant du thème abordé ici, merci de compléter l'article en donnant les références utiles à sa vérifiabilité et en les liant à la section « Notes et références ».
Le Réseau international de connaissances sur les femmes en politique (iKNOW Politics pour International Knowledge Network of Women in Politics) est un espace en ligne conçu pour répondre aux besoins des élus, des candidats, des dirigeants et des membres de partis politiques, des chercheurs, des étudiants et autres praticiens intéressés par l'avancement de la participation des femmes en politique. 
iKNOW Politics est la seule plateforme en ligne internationale dédiée à la question des femmes en politique[réf. nécessaire]. Depuis sa création en 2007, iKNOW Politics est au service des femmes et des hommes qui veulent voir plus de femmes qui participent à la prise de décision politique et au leadership dans le monde entier. C’est le résultat d'un partenariat de quatre organisations actives dans le domaine de l'autonomisation et le leadership des femmes : l'Entité des Nations unies pour l'égalité des sexes et l'autonomisation des femmes (ONU Femmes), le Programme des Nations unies pour le développement (PNUD), l'Union interparlementaire (UIP) et l'Institut international pour la démocratie et l'assistance électorale (International IDEA). L’accès au site d’iKNOW Politics est gratuit et disponible en anglais, arabe, espagnol et français combinant l’actualité des femmes en politique, des résultats de recherche, des conseils et des forums d'experts dans une bibliothèque multimédias dédiée à la participations des femmes aux processus de prise décision.

## Objectif
L'objectif d’iKNOW Politics est d'accroître la participation des femmes en nombre et en qualité dans la vie politique par le biais d’un forum en ligne qui fournit un accès à des ressources et à de l’expertise, qui stimule le dialogue, crée des connaissances et suscite le partager des différentes expériences sur la participation politique des femmes.

## Activités
Le site d’iKNOW Politics est un outil interactif qui permet aux utilisateurs du monde entier de se livrer à plusieurs activités en ligne leur fournissant ainsi l’accès à des connaissances essentielles pour les femmes en politique. Ces principales activités sont les suivantes :
- Actualité et événements: Les utilisateurs peuvent accéder aux dernières informations, à l’actualité et aux événements pertinents aux femmes en politique qui sont basés sur l’actualité mondiale et les contributions des membres.
- Bibliothèque : iKNOW Politics a une bibliothèque en ligne de plus de 15.000 ressources variées comprenant des rapports, des manuels et des matériels de formation des agences internationales, des institutions de recherche, des universités et des groupes de la société civile. Les thèmes couvrent la gouvernance et la politique, les campagnes, les élections et les quotas, les partis politiques, le plaidoyer et le lobbying, le renforcement des capacités, la législation, et les transitions politiques.
- Interviews : iKNOW Politics s’entretient régulièrement avec des femmes et des hommes en politique engagés dans la promotion de la participation politique des femmes. Disponible en anglais, arabe, anglais, espagnol et français, ces interviews sont accessibles sur le site Web d’iKNOW Politics ainsi que sur sa chaîne YouTube.
- E-discussions : Des discussions en ligne sont régulièrement organisées sur des questions liées à la participation politique des femmes. Ces discussions fournissent un espace libre et illimité pour le partage des idées, des expériences et des connaissances utiles pour soutenir les femmes dans leur engagement politique
- Réseau d'experts : Les membres ont l'opportunité de poser des questions et d'échanger avec des experts dans le domaine de la participation politique des femmes, à travers la fonctionnalité « Demandez aux experts ».
- Réseaux sociaux : iKNOW Politics utilise les réseaux sociaux pour mettre à jour ses utilisateurs sur l’actualité et ses activités les plus récentes.